# Merry Christmas (álbum de Mariah Carey)
Merry Christmas é o primeiro álbum de natal e quarto álbum de estúdio da artista musical estadunidense Mariah Carey, lançado em 29 de Outubro de 1994 pela gravadora Columbia Records. O álbum apresenta duas versões cover de canções populares de Natal, incluindo material original. No álbum, Carey trabalhou com Walter Afanasieff, com quem ela escreveu todas as faixas originais, bem como produziu interpretações de covers. Com o lançamento de Merry Christmas, Carey provou ser uma artista, e não apenas uma cantora de música pop, como muitos falavam. O álbum contém um tema contemporâneo, e conta com "vocais de fundo gospel autênticos e saborosos".
O álbum apresenta instrumentais de teclados, baixos, baterias, percussão e vocais de apoio pesados. A principal razão para usar estes instrumentos era para mostrar uma "igreja real e autêntica", dando a maioria das canções um som de natal. Após o seu lançamento, o disco recebeu críticas positivas e se tornou num sucesso a nível mundial. Os críticos de música contemporânea elogiaram os vocais edificantes da cantora, bem como as composições em colaboração com Afanasieff. Dois singles foram lançados, sendo enviados para estações de rádio diferentes para fins promocionais.
Merry Christmas foi lançado no auge do trecho inicial da carreira da cantora, entre Music Box (1993) e Daydream (1995). O álbum produziu o clássico single de natal mundial, "All I Want for Christmas Is You", que se tornou num tom de toque bem vendido nos Estados Unidos. O álbum vendeu 6,8 milhões de cópias somente nos Estados Unidos, de acordo com os dados lançados em 6 de dezembro de 2010 pela Nielsen SoundScan, e recebeu o certificado de oito vezes platina pela Recording Industry Association of America (RIAA). No Japão, Merry Christmas já vendeu mais de 3,7 milhões de cópias e é o segundo álbum mais vendido de todos os tempos por um artista não-asiático, atrás apenas de um outro álbum de Carey, #1's (1998). Merry Christmas já vendeu mais de 15 milhões de cópias em todo o mundo e é o álbum  de Natal mais vendido de todos os tempos.

## Antecedentes
Desde sua ascensão à fama mundial em 1990, Carey sempre alegou ser uma pessoa religiosa e espiritual. Ela sempre manifestou a sua crença em Deus e sua conexão entre a música e a espiritualidade, e sentiu que o álbum foi finalmente uma forma de retratar seu misticismo na música. Após o sucesso do álbum anterior de Carey, Music Box (1993), houve especulações de novo projeto que estaria em andamento, este não sendo confirmado até outubro de 1994, apenas um mês antes do lançamento do álbum. Mais tarde, a revista norte-americana Billboard anunciou que Carey estaria lançando um álbum natalino na temporada de Natal. Inicialmente, os críticos ficaram surpresos; eles não saberiam como ela se sairia como artista, pois a cantora era vista somente como uma estrela do pop. No entanto, Carey, não afetada pela especulação, continuou trabalhando e promovendo o álbum em alto astral, confiante em seu trabalho. A ideia provou ser sábia, ganhando reconhecimento em vários mercados, incluindo rádios cristãs e estações de R&B contemporâneo, bem como estendeu sua fama no Japão, onde o álbum fez muito sucesso.

## Escrita e desenvolvimento
Ao longo do desenvolvimento do álbum, Carey trabalhou extensivamente com Walter Afanasieff, com quem colaborou nos álbuns Emotions (1991) e Music Box (1993). Juntos, eles escreveram as três canções originais do álbum, e produziram a maioria das faixas tradicionais. "All I Want for Christmas Is You", o primeiro single, foi escrita por Carey e Afanasieff, que foi enviada para as estações de música adult contemporary, com o vídeo musical sendo filmado no ano anterior. Outra canção que eles escreveram, "Miss You Most (at Christmas Time)", foi enviada para estações de R&B, e "Jesus Born on This Day", outra canção própria, sendo enviada para as estações de rádio gospel e cristãs de todo o mundo.
Além disso, a cantora gravou um cover de "Christmas (Baby Please Come Home)" de Darlene Love, também clássicos como "Silent Night", "O Holy Night" e "Joy to the World". Esta última, que foi usada como um single promocional, foi remixada diversas vezes e enviadas para vários clubes; adicionando ao leque de ouvintes ao álbum. O produtor musical e compositor Loris Holland, co-produziu algumas das faixas gospel do álbum, incluindo "Silent Night", onde ele arranjou os vocais de fundo e sintetizadores. A versão de Carey para a canção "Santa Claus Is Coming to Town" foi considerada como uma das faixas mais brincalhonas do álbum, ao lado "Christmas (Baby Please Come Home)".

## Composição
Você tem que ter um bom equilíbrio entre hinos de padrões cristãos e canções divertidas. Foi definitivamente uma prioridade para mim escrever pelo menos algumas músicas novas, mas as pessoas realmente querem ouvir uma [canção] padrão no Natal, não importa o quanto uma canção nova é boa.

Carey, descrevendo Merry Cristmas durante uma entrevista.
Merry Christmas impulsionou uma variedade de arranjos musicais, sons e gêneros. O objetivo de Carey era fornecer um álbum que teria uma "sensação de Natal", oferecendo uma mistura de faixas soul, com uma pitada de férias divertidas e alegria. A canção "Jesus, Oh What a Wonderful Child", foi descrita como uma trilha original que "realmente levantou voo." A canção foi gravada em uma igreja, com muitos cantores ao vivo e crianças tocando pandeiros e outros instrumentos melodiosos. O objetivo era produzir uma "verdadeira canção de igreja". De acordo com Chris Nickson, o amor de Carey pela música gospel veio através da faixa, escrevendo, "[ela] empurrou a banda para a frente, deixando a canção se desenvolver e trabalhar, as linhas de negociação com o refrão, até que, após o crescendo, os músicos se mudaram para um rápido tempo duplo até o fim".
O primeiro single do álbum, "All I Want for Christmas is You", é descrito como uma "canção de amor ritmada, que poderia facilmente ter sido escrita para Tommy Mottola". Outra das canções próprias do álbum era "Miss You Most (At Christmas Time)", que era muito diferente de seu fantástico antecessor. A canção foi descrita como uma "balada triste", de acordo com muitos dos singles anteriores da cantora. A canção apresenta uma orquestra sintetizada, incluindo notas de teclado de Afanasieff, durante a qual Carey canta: "meu amor do passado, cristalizando a forma que o Natal trouxe a tona todas as lembranças do passado." De acordo com Nickson, "Jesus Born on This Day" era a canção própria mais impressionante do álbum. Foi descrita como um "número de produção desabrochado", que mais uma vez apresenta uma orquestra sintetizada, bem como um coral ao vivo de crianças. A melodia da canção foi descrita como "solene e como um hino, mas o arranjo, estranhamente, faz dela menos religiosa e muito mais chamativa, por trás das letras que elogiam abertamente Jesus".

## Recepção

### Análise da crítica
| Críticas profissionais        | Críticas profissionais |
| Avaliações da crítica         | Avaliações da crítica  |
| Fonte                         | Avaliação              |
| ----------------------------- | ---------------------- |
| AllMusic                      | [ 6 ]                  |
| Entertainment Weekly          | C                      |
| Encyclopedia of Popular Music | [ 8 ]                  |
| Los Angeles Times             | [ 9 ]                  |
| Q                             | [ 10 ]                 |

No Los Angeles Times, Chris Willman escreveu que Carey "tenta sua participação em um girl-group pop em meio ao melisma quase-gospel, apesar de ainda não demonstrar tanta personalidade quanto talento em qualquer estilo". O jornalista do New York Times, Jon Pareles, foi mais crítico em sua análise. "Independentemente do backup, os excessos da Sra. Carey, saturando músicas com seus tiques vocais - como deslizar da nota acima da nota da melodia - e transformando expressões de devoção em exibições narcísicas." Chris Dickinson do Chicago Tribune chamou a cantora de "irritante" em todo o álbum, particularmente em "All I Want for Christmas Is You", onde ela "soa como uma liga de Petula Clark". O jornal mais tarde o elegeu como o sétimo pior álbum de Natal de todos os tempos. JD Considine estava mais entusiasmado em The Baltimore Sun. Na sua opinião, Merry Christmas "pode parecer apenas mais uma tentativa de ganhar dinheiro no Natal, mas na verdade é o trabalho de alguém que realmente ama esta na música". Considine disse que os exercícios vocais de Carey e gospel funcionavam bem com as canções tradicionais," a verdadeira força do álbum é a convicção de que contribui de outra maneira para um estilo brega como "Papai Noel está chegando à cidade", enquanto a maneira pela qual "Joy to the World" aumenta com um pouco de alegria, o hit de "Three Dog Night" é puramente genial." Steve Morse, do The Boston Globe, argumentou que talvez fosse o melhor disco de Carey, no qual ela abandonou o som excessivamente polido de seus álbuns anteriores e "se libertou do soul desenfreado".
Em uma retrospectiva, Barry Schwartz da Stylus Magazine acredita que Merry Christmas pode ter sido "o álbum definitivo de Mariah Carey", encontrando a cantora em "seu pico criativo e comercial, sua voz ainda uma maravilha, suas canções e performances ainda são inegavelmente brilhantes". O editor do AllMusic, Roch Parisien, considerou "All I Want for Christmas Is You" o destaque do disco enquanto lamentava as pretensões de "alta ópera" de Carey em "O Holy Night" e sua interpretação de "Joy to the World".

### Desempenho comercial

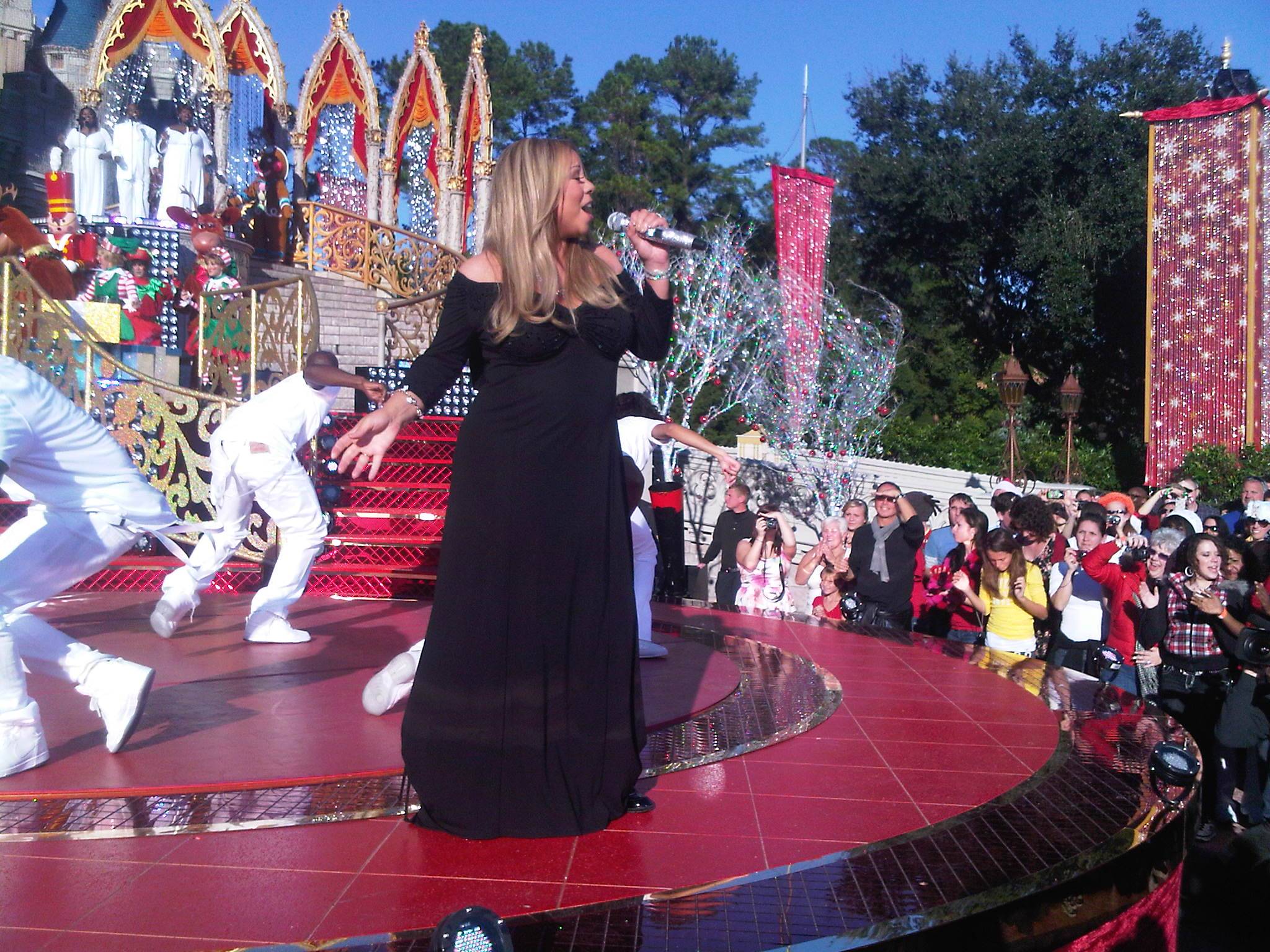
Carey apresentando "All I Want for Christmas Is You" na Disney Parade, em 2010

Merry Christmas estreou no número trinta na Billboard 200 dos Estados Unidos com 45 mil cópias vendidas em sua primeira semana. Em sua quinta semana, o álbum alcançou a posição número três, com vendas de 208 mil cópias, mas teve a sua maior volume de vendas em sua sexta semana (quando ele estava no número seis), com outras 500 mil cópias vendidas. O álbum foi o segundo álbum natalino mais vendido daquele ano com um total de 1 859 milhões de cópias vendidas. Ficou nas vinte primeiras posições por oito semanas e na Billboard 200 durante apenas treze anos, re-entrando no gráfico por três vezes; atingindo 149 pela primeira vez, 115 a segunda e a 61 na terceira (ele ficou um total de 27 semanas na parada). Em 30 de janeiro de 2003, Merry Christmas foi certificado cinco vezes platina pela Recording Industry Association of America (RIAA) pelas distribuições de cinco milhões de cópias nos Estados Unidos. Até dezembro de 2018, o álbum já havia vendido 5,6 milhões de cópias nos EUA. Na Europa, Merry Christmas também fez sucesso, sendo disco de ouro na Áustria, Alemanha, Suíça e Reino Unido. Na Austrália, o álbum foi certificado quatro vezes platina, denotando distribuições de mais de 280 mil cópias e terminando em 11º na parada de fim de ano da Australian Recording Industry Association (ARIA), em 1994.
Além de seu sucesso nos Estados Unidos, o álbum teve a sua maior volume de vendas no Japão, onde o álbum vendeu mais de 3.5 milhões de cópias e se tornou o segundo álbum mais vendido por um artista não-asiático.
 Além disso, o single "All I Want for Christmas Is You", foi o single mais vendido de 1994 no Japão, onde foi certificado o "prêmio do milhão". O single teve sucesso semelhante em todo o mundo, onde alcançou as cinco primeiras posições na maioria dos países, bem como ter re-entrado muitas vezes nas paradas ao longo dos anos. Nos Estados Unidos, "All I Want for Christmas Is You" é uma das poucas canções nos últimos anos que são consideradas um clássico e é a única canção natalina e ringtone a alcançar a multi-platina no país. Merry Christmas já vendeu mais de 15 milhões de cópias em todo o mundo, e é o álbum de Natal mais vendido de todos os tempos.

## Adaptação para o cinema
Mariah Carey está atualmente desenvolvendo um filme musical baseado em Merry Christmas. O enredo gira em torno de uma pequena cidade, talvez não muito diferente de cidade natal de Carey, Huntington, Nova Iorque, onde um desenvolvedor cruel quer transformar a cidade em um grande centro comercial. "Mariah não quer deixar isso acontecer", diz seu parceiro de produção Benny Medina. "Sua personagem usa música e amor para manter o espírito natalino vivo."
De acordo com Mariah, o roteiro será escrito pelo escritor de High School Musical, Peter Barsocchini, mas ainda está em seus estágios iniciais de produção. No entanto, a cantora deu a Daily News mais alguns detalhes sobre o projeto, dizendo: "Desde que gravei o álbum de Natal, que eu sempre quis fazer um filme paralelo a ele, algo que as pessoas pudessem ver e ouvir e desfrutar de cada ano. Eu estou dentro dele. Eu adoro a temporada de férias".

## Alinhamento de faixas
Todas as faixas foram produzidas por Walter Afanasieff e Mariah Carey, exceto onde indicado.
| Versão padrão  |                                                             |                                                |                          |         |  |
| N.º            | Título                                                      | Compositor(es)                                 | Produtor(es)             | Duração |  |
| 1.             | "Silent Night"                                              | Franz Xaver Gruber                             | Carey Loris Holland      | 3:41    |  |
| 2.             | "All I Want for Christmas is You"                           | Carey Afanasieff                               |                          | 4:01    |  |
| 3.             | "O Holy Night"                                              | Adolphe Adam                                   |                          | 4:27    |  |
| 4.             | "Christmas (Baby Please Come Home)"                         | Phil Spector Jeff Barry Ellie Greenwich        |                          | 2:35    |  |
| 5.             | "Miss You Most (at Christmas Time)"                         | Carey Afanasieff                               |                          | 4:32    |  |
| 6.             | "Joy to the World"                                          | George Frideric Handel Lowell Mason Hoyt Axton |                          | 4:19    |  |
| 7.             | "Jesus Born on This Day"                                    | Carey Afanasieff                               |                          | 3:42    |  |
| 8.             | "Santa Claus Is Coming to Town"                             | John Frederick Coots Haven Gillespie           |                          | 3:24    |  |
| 9.             | "Hark! The Herald Angels Sing" / "Gloria (In Excelsis Deo)" | Charles Wesley Felix Mendelssohn               | Afanasieff Carey Holland | 3:00    |  |
| 10.            | "Jesus, Oh What a Wonderful Child"                          | Tradicional                                    | Afanasieff Carey Holland | 4:26    |  |
| 11.            | "God Rest Ye Merry, Gentlemen"                              | Tradicional                                    |                          | 1:18    |  |
| Duração total: | Duração total:                                              | Duração total:                                 | Duração total:           | 41:59   |  |

| Edição Internacional (faixa bônus) |                                |                  |         |  |
| N.º                                | Título                         | Produtor(es)     | Duração |  |
| 11.                                | "God Rest Ye Merry, Gentlemen" | Afanasieff Carey | 1:19    |  |
| Duração total:                     | Duração total:                 | Duração total:   | 39:19   |  |

| Reedição de 2005 (faixa bônus) |                                                   |                  |         |  |
| N.º                            | Título                                            | Produtor(es)     | Duração |  |
| 12.                            | "Santa Claus Is Comin' to Town" (Anniversary Mix) | Afanasieff Carey | 2:45    |  |
| Duração total:                 | Duração total:                                    | Duração total:   | 42:04   |  |

| Reemissão de 2005 (DVD bônus) |                                                         |         |  |
| N.º                           | Título                                                  | Duração |  |
| 1.                            | "Santa Claus Is Comin' to Town" (Anniversary Mix)       |         |  |
| 2.                            | "All I Want for Christmas Is You"                       |         |  |
| 3.                            | "Miss You Most (At Christmas Time)"                     |         |  |
| 4.                            | "All I Want for Christmas Is You" (J.D. Remix Animated) |         |  |
| 5.                            | "Joy to the World" (Celebration Mix Video)              |         |  |
| 6.                            | "O Holy Night"                                          |         |  |
| 7.                            | "All I Want for Christmas Is You" (Black & White)       |         |  |
| 8.                            | "Joy to the World" (Live at St. John The Divine)        |         |  |

| Google Play edição exclusiva (faixa bônus) |                                                                      |                  |         |  |
| N.º                                        | Título                                                               | Produtor(es)     | Duração |  |
| 11.                                        | "All I Want for Christmas Is You" (Mariah's New Dance Mix Edit 2009) | Afanasieff Carey |         |  |
| Duração total:                             | Duração total:                                                       | Duração total:   | 41:35   |  |

Notas
- ↑a  significa um co-produtor

Exemplos de créditos
- "Joy to the World" contém uma interpolação de "Joy to the World" de Three Dog Night (1971)

## Créditos
Créditos adaptados do encarte do álbum e do website Allmusic.
- Adolphe Adam — composição
- Walter Afanasieff — arranjos, baixo, palmas, composição, programação da bateria, bateria, teclado, órgão Hammond, produção, programação, sintetizador, pandeireta
- Christopher Austopchuk — direcção artística
- Jeff Barry — composição
- Mariah Carey — arranjos, composição, produção, vocais principais, vocais de apoio
- Dana Jon Chappelle — engenharia
- Gary Cirimelli — programação digital, programação, programação de sintetizadores
- Robert Clivillés — baixo, bateria, percussão, programação
- David Cole — baixo, bateria, percussão, programação
- J. Fred Coots — composição
- David Daniels — coro, refrão
- Melonie Daniels — vocais de apoio
- Nathaniel Daniels — coro, refrão
- Bernard Davis — bateria
- John Sullivan Dwight — composição
- Daniela Federici — fotografia
- Haven Gillespie — composição
- David Gleeson — engenharia
- Ellie Greenwich — composição
- Franz Gruber — composição
- Mick Guzauski — mixagem
- Omar Hakim — bateria

 
|
- George Frederick Handel — composição
- Jay Healy — engenharia
- Loris Holland — arranjos, órgão Hammond, piano, produção
- Dann Huff — guitarra, guitarra rítmica
- Randy Jackson — baixo, baixo eléctrico
- Bob Ludwig — masterização
- Kirk Lyons — baixo, baixo eléctrico
- Lowell Mason — composição
- Felix Mendelssohn — composição
- Cindy Mizelle — vocais de apoio
- Joseph Mohr — composição
- Greg Phillinganes — piano
- Lenny Pickett — saxofone barítono, saxofone tenor
- Kelly Price — vocais de apoio
- Shanrae Price — vocais de apoio
- Dan Shea — programação
- David Silliman — percussão
- Phil Spector — composição
- Jazzmin Walton — coro, refrão
- Isaac Watts — composição
- Charles Wesley — composição
- Buddy Williams — bateria
- Basia Zamorska — estilista

## Desempenho nas tabelas musicais

### Gráficos semanais
| Chart (1994–2018)                                 | Maior posição |
| ------------------------------------------------- | ------------- |
| Alemanha (Offizielle Deutsche Charts)             | 15            |
| Austrália (ARIA)                                  | 2             |
| Áustria (Ö3 Austria Top 40)                       | 4             |
| Bélgica (IFPI Belgium)                            | 4             |
| Canadá (The Record)                               | 21            |
| Dinamarca (Hitlisten)                             | 4             |
| Escócia (Official Scottish Albums)                | 63            |
| Espanha (PROMUSICAE)                              | 26            |
| Estados Unidos (Billboard 200)                    | 3             |
| Estados Unidos (Billboard Holiday Albums)         | 1             |
| Estados Unidos (Top R&B/Hip Hop Albums)           | 4             |
| Estados Unidos (Top Catalog Albums)               | 1             |
| Estados Unidos (Billboard Top R&B/Hip-Hop Albums) | 1             |
| Europa (Billboard European Albums)                | 9             |
| Finlândia (Suomen virallinen lista)               | 7             |
| França (SNEP)                                     | 44            |
| Grécia (IFPI)                                     | 37            |
| Hungria (MAHASZ)                                  | 15            |
| Itália (Hit Parade Italia)                        | 3             |
| Japão (Oricon)                                    | 1             |
| Noruega (VG-lista)                                | 4             |
| Nova Zelândia (RMNZ)                              | 10            |
| Países Baixos (Dutch Charts)                      | 4             |
| Portugal (AFP)                                    | 9             |
| Reino Unido (Official Albums Chart)               | 32            |
| Reino Unido (UK R&B Albums Chart)                 | 7             |
| Suécia (Sverigetopplistan)                        | 2             |
| Suíça (Schweizer Hitparade)                       | 4             |

### Gráficos anuais
| Parada (1994)                                     | Posição |
| ------------------------------------------------- | ------- |
| Austrália (ARIA)                                  | 11      |
| Itália (Hit Parade)                               | 41      |
| Japão (Oricon)                                    | 11      |
| Noruega (VG-lista)                                | 18      |
| Países Baixos (MegaCharts)                        | 19      |
| Reino Unido (OCC)                                 | 187     |
| Parada (1995)                                     | Posição |
| Austrália (ARIA)                                  | 38      |
| Estados Unidos (Billboard 200)                    | 21      |
| Estados Unidos (Billboard Top R&B/Hip-Hop Albums) | 45      |
| Japão (Oricon)                                    | 13      |
| Parada (1996)                                     | Posição |
| Estados Unidos (Billboard Top Catalog Albums)     | 2       |
| Parada (1997)                                     | Posição |
| Estados Unidos (Billboard Top Catalog Albums)     | 7       |
| Parada (1998)                                     | Posição |
| Estados Unidos (Billboard Top Catalog Albums)     | 38      |
| Estados Unidos (Billboard Top Catalog Albums)     | 21      |
| Parada (1999)                                     | Posição |
| Estados Unidos (Billboard Top Catalog Albums)     | 38      |
| Parada (2000)                                     | Posição |
| Estados Unidos (Billboard Top Catalog Albums)     | 46      |
| Parada (2006)                                     | Posição |
| Estados Unidos (Billboard Top Catalog Albums)     | 50      |
| Parada (2013)                                     | Posição |
| Estados Unidos (Billboard Top Catalog Albums)     | 41      |
| Parada (2014)                                     | Posição |
| Estados Unidos (Billboard Top Catalog Albums)     | 48      |
| Parada (2016)                                     | Posição |
| Estados Unidos (Billboard Top Catalog Albums)     | 46      |

## Vendas e certificações
| Região                                                                                             | Certificação | Vendas     |
| -------------------------------------------------------------------------------------------------- | ------------ | ---------- |
| Alemanha (BVMI)                                                                                    | Ouro         | 250,000^   |
| Austrália (ARIA)                                                                                   | 6× Platina   | 420,000^   |
| Canadá (Music Canada)                                                                              | Platina      | 200,000    |
| Dinamarca (IFPI Dinamarca)                                                                         | 2× Platina   | 200,000^   |
| Estados Unidos (RIAA)                                                                              | 5× Platina   | 5,600,000  |
| Itália (FIMI)                                                                                      | 5× Platina   | 100,000*   |
| Japão (RIAJ)                                                                                       | 2× Diamante  | 2,500,000  |
| Noruega (IFPI Noruega)                                                                             | 3× Platina   | 60,000*    |
| Nova Zelândia (RMNZ)                                                                               | 2× Platina   | 30,000^    |
| Países Baixos (NVPI)                                                                               | Platina      | 100,000^   |
| Reino Unido (BPI)                                                                                  | Platina      | 307,000    |
| Suíça (IFPI Suíça)                                                                                 | Ouro         | 25,000^    |
| Resumo                                                                                             |              |            |
| Europa (IFPI)                                                                                      | Platina      | 1,000,000* |
| *números de vendas baseados somente na certificação ^distribuições baseadas apenas na certificação |              |            |

## Histórico de lançamento
| Região         | Data                  | Formato             | Editora discográfica |
| -------------- | --------------------- | ------------------- | -------------------- |
| Estados Unidos | 1 de novembro de 1994 | CD cassete vinil    | Sony Music           |
| Canadá         | 1 de novembro de 1994 | CD download digital | Columbia Records     |
| Estados Unidos | 25 de outubro de 2005 | Disco duplo         | Sony Music           |